# Brezniczky Sándor
Brezniczky Sándor (Szekszárd, 1958. január 31. –) magyar labdarúgó, hátvéd.

## Pályafutása
A Pécsi MSC csapatában mutatkozott be az élvonalban 1978. október 21-én a Zalaegerszegi TE ellen, ahol csapata 2–0-ra győzött. 1978 és 1988 között 223 bajnoki mérkőzésen lépett pályára és hat gólt szerzett. Tagja volt az 1985–86-os idényben bajnoki ezüstérmet szerző csapatnak. Utolsó bajnoki mérkőzésén a Zalaegerszegi TE ellen 2–2-es döntetlen született.
Az 1986-ban lejátszott Pécsi MSC–Békéscsaba mérkőzéssel kapcsolatos vesztegetés miatt játékjogát 1988 októberében felfüggesztették, majd 1989. június 30-ig eltiltották.

## Sikerei, díjai
- Magyar bajnokság
  - 2.: 1985–86
- Magyar kupa (MNK)
  - döntős: 1987